# پائولا ژان مایرز-پاپ
پائولا ژان مایرز-پاپ (انگلیسی: Paula Jean Myers-Pope؛ ۱۱ نوامبر ۱۹۳۴ – ۹ ژوئن ۱۹۹۵) شیرجه‌رو اهل ایالات متحده آمریکا بود.
وی در مسابقات کشوری و بین‌المللی در مجموع برندهٔ ۲ مدال طلا، ۳ مدال نقره، ۱ مدال برنز شده‌است.